# Tvåstatslösningen
Tvåstatslösningen är en föreslagen lösning på Israel–Palestina-konflikten. I november 1947 röstade Förenta Nationerna för att dela det dåvarande Brittiska mandatet Palestina i en judisk och en arabisk stat. Judarna accepterade planen. I maj 1948 bildades staten Israel inom de gränser som angetts av FN.  
Frågan om uppdelningen av det före detta mandatet är fortfarande inte löst och  tvåstatslösningen går ut på att palestinierna får en egen stat, Palestina, bestående av Västbanken och Gazaremsan, områden som Israel ockuperade under Sexdagarskriget.

## Historik
Fram till Yom Kippur-kriget 1973 fanns en uttalad ambition hos PLO och arabstaterna att militärt återta de områden som Israel behärskade, men övergick till att söka lösningar även med politiska medel. Politiska lösningar försvårades av en ökad bosättningspolitik efter Likuds valseger 1977 och ökande motsättningar ledde till den första intifadan 1987.
1988 utropade PLO:s exilparlament formellt en självständig palestinsk stat som erkändes av drygt 80 länder huvudsakligen i Afrika och Asien. Utropandet kan ses som att PLO accepterade en tvåstatslösning, där PLO även erkände FN:s resolution 242 från 1967 som kräver reträtt från ockuperade områden.   
I september 1993 undertecknades Osloavtalet, en principöverenskommelse om begränsat palestinskt självstyre på Västbanken och i Gaza. PLO erkände formellt Israels rätt att existera inom säkra gränser, och Israel erkände för första gången PLO som det palestinska folkets representant.   
Fortsatta förhandlingar enligt Osloavtalets principer försvårades från bägge sidor. Från de islamistiska rörelserna Hamas och Islamiska Jihad utgick självmordsattacker mot civila israeler. Yitzhak Rabin:s fredspolitik fick stark kritik från nationalister och högerpartier vilket kulminerade med mordet på Rabin 1995 av en extrem religiös-nationalistisk jude, och framstår som början till slutet på fredsprocessen.
Israel lämnade Gaza 2005 och området blev sedan i praktiken en självständig stat, även om den inte har erkänts internationellt, på grund av att området styrs av terrororganisationen Hamas. Den palestinska Västbankens nuvarande huvudstad är de facto Ramallah, men som en del av tvåstatslösningen har förslag framlagts att Israels huvudstad Jerusalem skall delas upp i två delar, där den västra delen blir israelisk och den östra palestinsk.  
Representanter från Hamas har upprepade gånger offentligt sagt sig gå med på en tvåstatslösning på gröna linjen (även kallat 1967 års gränser). Dock är Hamas officiella ståndpunkt att "Israel skall utplånas och judarna skall bekämpas", vilket tydliggörs i deras stadgar. Även den övriga arabvärlden har kommit med liknande förslag. 
För Israels del anser många att konflikten inte blir löst på detta sätt utan att en palestinsk stat endast blir en framtida bas för anfall mot Israel av grupper som vill utplåna Israel som stat. Detta baseras på att tusentals raketer har skjutits mot israeliska städer efter att Israels militär lämnat Gazaremsan. Israel har även sin egen version av tvåstatslösningen, men då handlar det om att dela in den palestinska statens områdena i små enklaver vars gränser kontrolleras helt av Israel. Vad som ska hända med de israeliska bosättningarna på Västbanken och i östra Jerusalem är ett annat problem för tvåstatslösningen.
En viktig aspekt av konflikten som tvåstatslösningen inte tar upp direkt är flyktingproblemet; alla palestinier som flydde från området under Nakban 1948 har teoretiskt sett rätt att återvända till sina hem inne i det som idag är staten Israel, något som Israel starkt motsätter sig.
Ett konkurrerande förslag är enstatslösningen där alla judar och araber i det aktuella området blir medborgare i en gemensam stat som utgörs av det som idag är Israel, Västbanken och Gazaremsan. Detta förslag har dock nästan inget som helst stöd inom Israel.